# Ольстер (регбийный клуб)
«Ольстер Рагби» (англ. Ulster Rugby), или просто «Ольстер» — один из четырёх профессиональных провинциальных клубов Ирландии в регби-15. Команда соревнуется в лиге Про14 и главном европейском состязании — Кубке европейских чемпионов. Клуб представляет ольстерское отделение Ирландского регбийного союза, ответственное за организацию регбийных мероприятий в шести графствах Северной Ирландии и трёх графствах Ирландской республики. «Ольстер» проводит домашние матчи на стадионе «Кингспан» в Белфасте, который вмещает 18 тысяч зрителей. В 2004 году команда получила в распоряжение тренировочную базу «Ньюфордж Каунти Клаб».
«Ольстер» получил статус профессионального клуба в 1995 году, как и команды других провинций Ирландии. Команда принимает участие в розыгрышах Про14 (раньше носило название Кельтской лиги и Про12) с момента создания турнира в 2001 году, но выиграла его лишь однажды в 2006 году. До этого регбисты «Ольстера» боролись за титул межпровинциального чемпиона (англ. Interprovincial championship) и становилась его победителем 26 раз. Кроме того в 1999 году ольстерцы стали обладателями Кубка Хейнекен.
В структуру клуба входит несколько молодёжных команд, а также собственная академия, которая помогает талантливым юниорам в развитии. С 2001 года через неё прошло множество регбистов, впоследствии игравших за сборную Ирландии: Рори Бест, Томми Боу, Крис Генри, Эндрю Тримбл и многие другие. В целом более 85% её выпускников стали профессиональными спортсменами. «Ольстер А» (ранее «Ольстер Рейвенс»), второй состав команды, принимает участие в Британском и ирландском кубке.

## История
Ольстерский департамент Ирландского регбийного союза был основан в 1879 г. С тех пор ольстерские команды считались одними из сильнейших в стране. Регбисты провинции выигрывали межпровинциальный чемпионат рекордные 26 раз и первыми среди ирландских клубов завоевали Кубок Хейнекен, обыграв в финале «Коломье».
В эпоху любительского регби спортсмены «Ольстера» регулярно состязались с командами Южного Полушария. Наиболее значимая победа одержана в сезоне 1984/85, когда ирландцы переиграли сборную Австралии Эндрю Слэка. Тогда же австралийцы уступили всем четырём сборным Британских островов.

### Профессиональный период

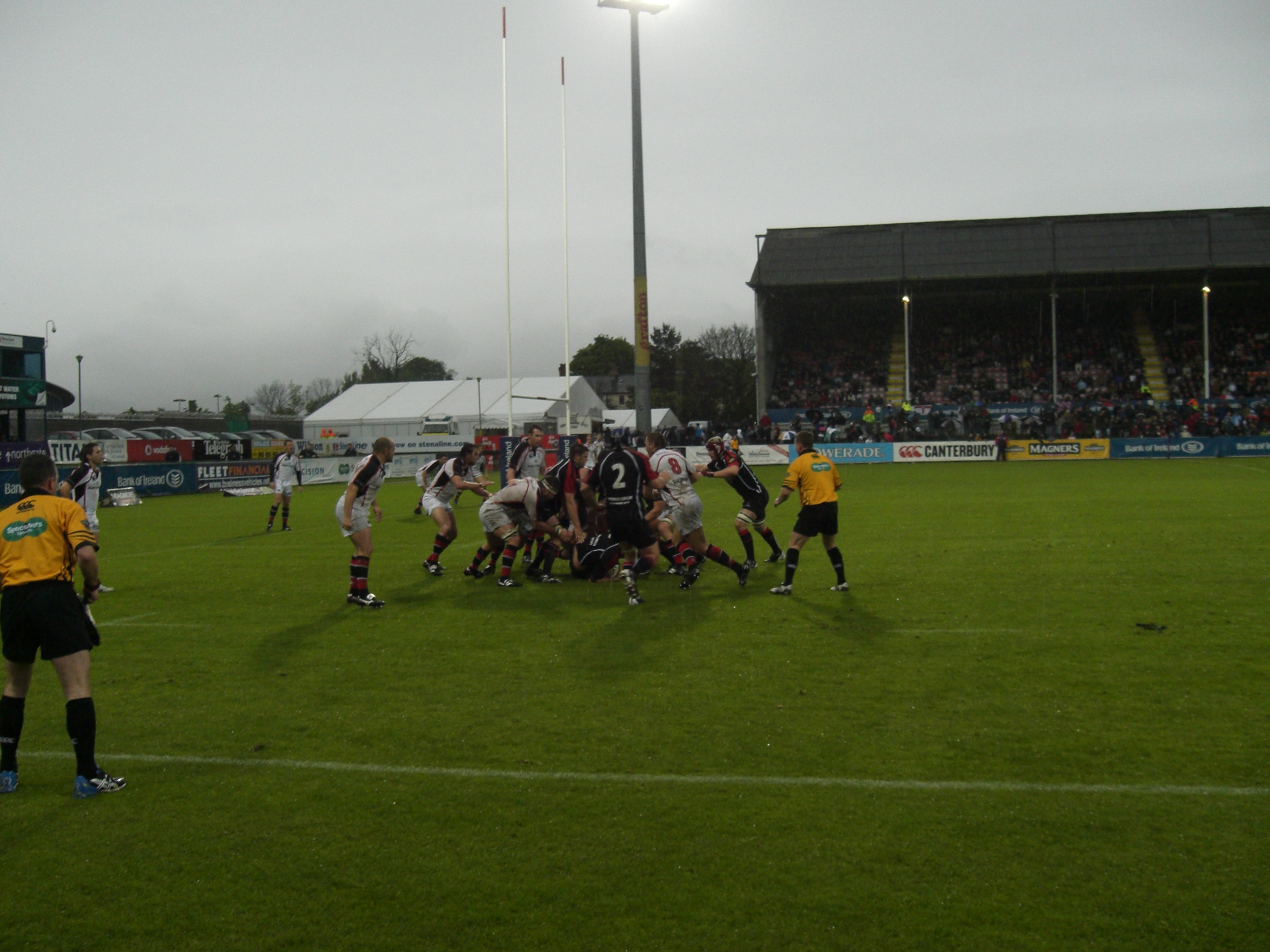
«Ольстер» играет с «Эдинбургом» на стадионе «Рэйвенхилл». Май 2007 г.

В финале Кубка Хейнекен 1998/99 встретились «Ольстер» и «Коломье». Матч проходил на арене «Лэндсдаун Роуд», на месте которой сейчас возведена «Авива» и завершился со счётом 21-6 в пользу ирландского клуба. Команда, в составе которой было несколько частично занятых спортсменов, добилась успеха под руководством тренера Харри Уильямса и менеджера Джона Киннеара.
В 2001—2004 гг. тренером команды был Элан Соломонс, экс-ассистент тренера сборной ЮАР и главный тренер ряда других клубов. К этому времени «Ольстер» полностью перешёл на профессиональную основу трудовых отношений. Соломонс и его подопечные установили новый рекорд, не проигрывая в домашних матчах Кубка Хейнекен в течение трёх сезонов. В сезоне 2003/04 ирландцы заняли второе место в Кельтской лиге, уступив первенство «Лланелли Скарлетс». В январе 2004 г. «Ольстер» разгромил английских грандов «Лестер Тайгерс» (33-0, Кубок Хейнекен) и одержал победу в первом розыгрыше Кельтского кубка (20 декабря 2003 г.), переиграв «Эдинбург» на стадионе «Маррифилд».
В июле 2004 г. Соломонс перешёл на работу в «Нортгемптон Сэйнтс», и его место во главе «Ольстера» занял Марк Маккол, бывший капитан команды и участник победного европейского состава сезона 1998/99. Его ассистентом стал также обладатель Кубка Хейнекен Аллен Кларк. Несмотря на относительно неудачный старт сезона, тандем сумел улучшить достижение Соломонса — четыре европейских сезона без домашних поражений.
В сезоне 2005/06 команда на протяжении большей части сезона возглавляла турнирную таблицу лиги. Во многом успехи той поры обеспечивались вдохновенной игрой австралийского форварда Джастина Харриса и представителя Новой Зеландии скрам-хава Айзека Босса. Значительно прогрессировала и игра доморощенных трёхчетвертных регбистов. Однако нестабильное качество игры «Ольстера» на финише сезона и рывок «Ленстера» вернули первенству интригу. За четыре минуты до конца матча «Ольстера» с «Оспрейз» завершилось противостояние «Ленстера» и «Эдинбурга», в котором представители Ирландии выиграли с большим преимуществом, получив бонусное очко. «Ольстер» уступал как в счёте, так и по игре, однако Дэвид Хамфрис забил дроп-гол с сорока метров на последней минуте, принеся своей команде победу.
Сезон 2006/07 начался для команды неплохо. Примечательна победы над «Тулузой» в Кубке Хейнекен (30-3). Затем последовало поражение от «Лондон Айриш» (13-29), ставшее первым в череде неудач. Домашние поражения от «Манстера», «Глазго» и «Лланелли» позволили «Ольстеру» занять лишь пятое место в чемпионате. Следующий соревновательный год помолодевшая команда открыла победой над «Оспрейз» (17-16), однако затем последовали три поражения. За неделю до старта розыгрыша Кубка Хейнекен команда проиграла «Глазго» в гостях (6-25). 13 ноября 2007 г. «Ольстер» в очередной раз проиграл «Глостеру» (14-32), после чего тренер Марк Маккол подал в отставку. Временным исполняющим обязанности главного тренера стал Стив Уильямс.
В гостевых матчах против «Бургуэна» (17-24) и «Коннахта» (30-13) команда прогрессировала. Тем не менее, победной серии вновь не удалось состояться: «Ольстер» проиграл «Эдинбургу», «Оспрейз» (дважды) и «Ленстеру», оказавшись в нижней части турнирной таблицы. 30 декабря 2007 г. главным тренером был назначен Мэтт Уильямс, имевший опыт работы в «Ленстере» и сборной Шотландии. Специалист приступил к работе в феврале следующего года. В том сезоне «Ольстер» занял предпоследнее место в лиге, опередив только «Коннахт».
Сезон 2008/09 команда завершила на восьмом месте, и место Уильямса занял Брайан Маклафлин, взяв в помощники Джереми Дэвидсона и Нила Доука. Спортивным директором (англ. Director of Rugby) клуба стал Дэвид Хамфрис. В новом сезоне «Ольстер» одержал первую в своей истории победу над английской командой — «Батом» — на её поле. При этом команда вновь заняла восьмое место в лиге.
Сезон 2010/11 принёс команде выход в четвертьфинал Кубка Хейнекен, первый со времён победного 1999 г. Состав клуба пополнил чемпион мира 2007 г. в составе сборной ЮАР Руан Пиеннар. Кроме того, «Ольстер» завоевал бронзовые медали Про12. Наконец, сезоне 2011/12 стал ещё более успешным. Ирландцы вышли в финал еврокубка, переиграв «Эдинбург». Впрочем, финальный матч, который посетили 81 774 зрителей, завершился победой «Ленстера» (14-42).

## Достижения
- Кубок Хейнекен
  - Обладатель: 1 (1998/99)
  - Финалист: 1 (2011/12)
- Про12
  - Чемпион: 1 (2005/06)
  - Вице-чемпион: 2 (2003/04, 2012/13)
- Кельтский кубок
  - Обладатель: 1 (2003–04)
- Межпровинциальный чемпионат Ирландии
  - Чемпион: 26

## Игроки

### Текущий состав
Состав «Ольстера» на сезон 2017/2018:

### «Британские и ирландские львы»
Данные игроки представляли «Британских и ирландских львов» — комбинированную сборную, составляемую из регбистов Англии, Ирландии, Уэльса и Шотландии:
| - Томми Смит: 1910 - Александр Фостер: 1910 - Роберт Александр: 1938 - Пэдди Мэйн: 1938 - Джек Кайл: 1950 - Джимми Нельсон: 1950 - Сесил Педлоу: 1955 - Робин Томпсон: 1955 - Дэвид Хьюитт: 1959 - Реймонд Хантер: 1962 | - Вилли Джон Макбрайд: 1962, 1966, 1968, 1971, 1974 - Сид Миллар: 1962, 1968 - Майк Гибсон: 1966, 1968, 1971, 1974, 1977 - Роджер Янг: 1966, 1968 - Стюарт Маккинни: 1974 - Дик Милликен: 1974 - Колин Паттерсон: 1980 - Дэвид Ирвин: 1983 - Тревор Рингленд: 1983 - Стив Смит: 1989 | - Эрик Миллер: 1997 - Джереми Дэвидсон: 1997, 2001 - Тайрон Хоуи: 2001 - Стивен Феррис: 2009 - Томми Боу: 2009, 2013 - Том Курт: 2013 - Рори Бест: 2013, 2017 - Джаред Пейн: 2017 - Иан Хендерсон: 2017 |

- Филлип Мэттьюс играл за «львов» против Франции. Игра прошла в честь двухсотлетия Великой французской революции, однако она не имеет статус официальной.
- Робин Томпсон и Вилли Джон Макбрайд избирались капитанами «львов».
- Найджел Карр в 1986 году играл в составе «львов» против сборной мира.